# Осињак (филм)
Осињак (фра. Nid de guêpes), је француски акциони филм који је режирао Флоран Емилио Сири.

## Радња Филма
14. јул је и људи уживају у националном празнику Дан Бастиље. Једна група људи се припрема на пљачку складишта. У међувремену, Лабори, специјални агент у француским специјалним јединицама, заједно са Интерполом изручују вођу албанске мафије, Абедина Неџепа, Европском суду. Оптужен је за вођење ланца проституције. Упркос јаком обезбеђењу, Нехћепови људи покушавају да их пресретну и ослободе свог вођу. Постављају заседу, међутим, полицијске снаге успевају да им побегну.
Након потере, Интерполова оружана пратња налази уточиште у једном складишту унутар огромне индустријске зоне. По доласку сазнају да складиште бива пљачкано од стране групе људи. Док се суочавају са овим квази-лоповима, Неџепови људи опкољавају складиште.
Осињак комбинује режисерову љубав према каубојским филмовима, са модерним страховима о међународном криминалу.

## Улоге
| Глумац             | Улога        |
| ------------------ | ------------ |
| Сами Насери        | Насер        |
| Беноа Мажимел      | Сантино      |
| Надија Фаре        | Лабори       |
| Паскал Грегори     | Луис         |
| Сами Буажила       | Селим        |
| Анисија Уземан     | Надија       |
| Ришар Самел        | Винфрид      |
| Валерио Мастандреа | Ђовани       |
| Мартјал Одон       | Мартјал      |
| Мартин Амик        | Спиц         |
| Александр Амиди    | Тони         |
| Анђело Инфанти     | Абедин Неџеп |